# Раденкович, Петар
Пе́тар Раде́нкович (серб. Петар Раденковић; род. 1 октября 1934 или 3 июня 1934, Белград) — югославский футболист, играл на позиции вратаря. Серебряный призёр Олимпийских игр 1956 года.

## Биография

### Клубная карьера
Раденкович начинал карьеру в клубе «Црвена звезда», в составе которого сыграл один матч. В 1952 году перешёл в ОФК, в составе которого играл в течение восьми сезонов и выиграл два Кубка Югославии в 1953 и 1955 годах. В 1958 году Раденкович был призван на военную службу, по окончании которой пытался перейти в «Црвену звезду», но его переход не состоялся из-за вмешательства футбольных чиновников.
В 1961 году Раденкович уехал в Германию и присоединился к клубу «Ворматия». В этом клубе он стал основным вратарём и привлёк внимание клуба «Мюнхен 1860». В составе «львов» Раденкович играл восемь сезонов, выиграв с командой чемпионский титул 1966 года и Кубок Германии 1964 года, а также играл в Финале Кубка обладателей кубков 1965 года, в котором «Вест Хэм Юнайтед» одержал победу со счётом 2:0. В 1970 году Раденкович завершил карьеру игрока, сыграв за «Мюнхен 1860» во всех турнирах 245 матчей, из который 215 были в немецкой Бундеслиге.

### Карьера в сборной
В составе сборной Югославии принимал участие на Олимпиаде 1956 года, где сыграл в двух матчах турнира, в том числе и финальном матче со сборной СССР, которой югославы проиграли со счётом 1:0. По итогам турнира Раденкович стал в составе югославской сборной серебряным призёром Олимпийских игр.

## Достижения
ОФК
- Обладатель Кубка Югославии (2) : 1953, 1955

 «Мюнхен 1860»
- Чемпион Германии (1) : 1965/1966
- Обладатель Кубка Германии (1) : 1963/1964

 Югославиия
- Серебряный призёр Олимпийских игр (1): 1956